# Raymond Orteig
Raymond Orteig (1870 – 1939) è stato un imprenditore statunitense famoso proprietario di una catena di hotel nella città di New York e ideatore dell'omonimo premio offerto per la prima trasvolata atlantica, successivamente vinta da Charles Lindbergh.

## Biografia
Orteig era nato nel sud della Francia, a Louvie-Juzon, vicino Béarn, ma emigrò all'età di 12 anni, arrivando a New York il 13 ottobre 1882 per raggiungere uno zio che viveva nella città. Iniziò a lavorare sugli autobus e come barista, ma presto riuscì ad acquisire due hotel, l'Hotel Lafayettee il Brevoort Hotel nel Greenwich Village.
Orteig offrì il premio con il suo nome nel 1919, dopo aver preso parte a una cena in onore dell'asso dell'aviazione Eddie Rickenbacker. Molti dei discorsi della serata vertevano sull'amicizia tra francesi e americani e Rickenbacher sperava nel giorno in cui le due nazioni sarebbero state collegate per via aerea. Rickenbacher ricordò che fu molto colpito dai contatti avuti con una delegazione di piloti francesi, membri di una delegazione inviata a New York durante la prima guerra mondiale nel 1917-18 per aiutare gli Stati Uniti a costituire la propria forza aerea.
Il premio Orteig fu vinto nel 1927 da Charles Lindbergh, che effettuò la prima trasvolata atlantica in 34 ore, tra il 21 e il 22 maggio, a bordo del velilovo Spirit of St. Louis.